# Borosjenői járás
Az Aradi járás a történelmi Arad vármegye egyik járása volt. Székhelye az állandó járási székhelyek kijelölése (1886) óta végig Borosjenő volt. Népessége 1910-es népszámlálás szerint 37 421 fő volt. A járás területét a Trianoni békeszerződés Romániának ítélte, így az Magyarország számára elveszett.

## Települései
- Áldófalva
- Alsóbarakony
- Apatelek
- Apáti
- Barza
- Bokszeg
- Borosjenő
- Csermő
- Csigérgyarmat
- Csigérszőllős
- Garba
- Körösvajda
- Marót
- Monyoró
- Repszeg
- Sikula
- Somoskeszi